# جورج غولدينج
جورج غولدينج (بالإنجليزية: George Golding) هو واثب حواجز ‏ أسترالي، ولد في 6 مايو 1906 في فوربس ‏ في أستراليا، وتوفي في 30 أغسطس 1999 في Manly, New South Wales ‏ في أستراليا.

## وصلات خارجية
- جورج غولدينج على موقع النتائج التاريخية لألعاب القوى الأسترالية (الإنجليزية)
- جورج غولدينج على موقع اللجنة الأولمبية الدولية (الإنجليزية)
- جورج غولدينج على موقع أوليمبيديا (الإنجليزية)
- جورج غولدينج على موقع اللجنة الأولمبية الأسترالية (الإنجليزية)
- جورج غولدينج على موقع اتحاد ألعاب الكومنولث (مؤرشف) (الإنجليزية)